# Janusz Aleksander Sanguszko
Janusz Aleksander Sanguszko herbu Pogoń Litewska (ur. 5 maja 1712 w Lewartowie, zm. 14 września 1775 w Dubnie) – generał major piechoty wojsk koronnych od 1746 roku, miecznik wielki litewski od 1735 roku, marszałek nadworny litewski w latach 1750–1760, VIII i ostatni ordynat Ostrogski, starosta czerkaski i winnicki.
Syn Pawła Karola, marszałka wielkiego litewskiego, brat: Janusza Modesta, starosty krzemienieckiego, Józefa Paulina, marszałka wielkiego litewskiego i Hieronima Janusza, generała. Jego dziadkiem był Józef Karol Lubomirski, marszałek wielki koronny.
Od 1733 r. właściciel Klimontowa. Za życia hulaka i utracjusz, dokonał w 1753 r. tzw. „transakcji kolbuszowskiej”, tj. podziału ordynacji ostrogskiej pomiędzy kilka domów magnackich oraz szlachtę, co stało się powodem wielkiego skandalu polityczno-dyplomatycznego i wpłynęło wydatnie na kształtowanie się wewnętrznych stosunków w Rzeczypospolitej.
Jest jedną z niewielu znanych osób homoseksualnych w dawnej historii Polski. W 1731 poślubił wprawdzie Konstancję Denhoff, jednak opuścił ją kilka tygodni później, a po śmierci swojego ojca w 1751 r. wystąpił o unieważnienie małżeństwa, co jednak nie nastąpiło.
Utrzymywał kontakty z mężczyznami. Miał romans ze swoim sekretarzem Kazimierzem Chylińskim, który zakończył się w 1748 interwencją ojca i wtrąceniem Chylińskiego do więzienia pod zarzutem oszustw. Innemu kochankowi, Karolowi Szydłowskiemu podarował miasto Koźmin i siedemnaście wsi. Pod wpływem gróźb ojca ograniczył te kontakty i nie afiszował się z nimi, ale po jego śmieci powrócił do dawnego, jawnego życia z licznymi faworytami.
Był elektorem Stanisława Augusta Poniatowskiego w 1764 roku z województwa witebskiego.
Został odznaczony Orderem Orła Białego 11 sierpnia 1736 r. w Dreźnie.